# Lekkoatletyka na Igrzyskach Azjatyckich 1951
Lekkoatletyka na Igrzyskach Azjatyckich 1951 – zawody lekkoatletyczne rozegrane podczas I. Igrzysk Azjatyckich w dniach 8–11 marca na stadionie Major Dhyan Chand National Stadium w Nowym Delhi. Tabelę medalową zawodów lekkoatletycznych wygrali reprezentanci Japonii zdobywając 20 złotych medali (łącznie 48).

## Reprezentacje uczestniczące w zawodach
| - Afganistan - Birma - Cejlon - Filipiny - Indie - Indonezja | - Japonia - Persja - Nepal - Singapur - Tajlandia |

## Rezultaty zawodów mężczyzn

### 100 m
| Lp. | Zawodnik         | Rezultat  | Medal |
| --- | ---------------- | --------- | ----- |
| 1   | Levy Pinto       | 10,8 sek. |       |
| 2   | Toshihiro Ohashi | 11,0 sek. |       |
| 3   | Tomio Hosoda     | 11,1 sek. |       |

### 200 m
| Lp. | Zawodnik       | Rezultat  | Medal |
| --- | -------------- | --------- | ----- |
| 1   | Levy Pinto     | 22,0 sek. |       |
| 2   | Marian Gabriel | 22,5 sek. |       |
| 3   | Tomio Hosoda   | 22,6 sek. |       |

### 400 m
| Lp. | Zawodnik     | Rezultat  | Medal |
| --- | ------------ | --------- | ----- |
| 1   | Eitaro Okano | 50,7 sek. |       |
| 2   | A. S. Bakshi | 50,8 sek. |       |
| 3   | Govind Singh | 51,4 sek. |       |

### 800 m
| Lp. | Zawodnik     | Rezultat    | Medal |
| --- | ------------ | ----------- | ----- |
| 1   | Ranjit Singh | 1.59.3 min. |       |
| 2   | Kulwat Singh | 1.59.7 min. |       |
| 3   | Kikuo Moriya | 2.00.6 min. |       |

### 1500 m
| Lp. | Zawodnik         | Rezultat    | Medal |
| --- | ---------------- | ----------- | ----- |
| 1   | Nikka Singh      | 4.04.1 min. |       |
| 2   | Susumu Takahashi | 4.04.4 min. |       |
| 3   | Kikuo Moriya     | 4.05.4 min. |       |

### 5000 m
| Lp. | Zawodnik         | Rezultat     | Medal |
| --- | ---------------- | ------------ | ----- |
| 1   | Ali Baghbanbashi | 15.54.2 min. |       |
| 2   | Pritam Singh     | 15.57.8 min. |       |
| 3   | Soichi Tamoi     | 15.59.0 min. |       |

### 10 000 m
| Lp. | Zawodnik         | Rezultat     | Medal |
| --- | ---------------- | ------------ | ----- |
| 1   | Soichi Tamoi     | 33.49.6 min. |       |
| 2   | Ryosuke Takasugi | 34.32.0 min. |       |
| 3   | Gurbachan Singh  | 34.58.8 min. |       |

### Maraton
| Lp. | Zawodnik          | Rezultat      | Medal |
| --- | ----------------- | ------------- | ----- |
| 1   | Chota Singh       | 2.42.59 godz. |       |
| 2   | Katsuo Nishida    | 2.49.03 godz. |       |
| 3   | Surat Singh Matur | 2.53.50 godz. |       |

### 3000 m z przeszkodami
| Lp. | Zawodnik         | Rezultat    | Medal |
| --- | ---------------- | ----------- | ----- |
| 1   | Susumu Takahashi | 9.30.4 min. |       |
| 2   | Ali Baghbanbashi | 9.31.8 min. |       |
| 3   | Ajit Singh       | 9.37.8 min. |       |

### 110 m przez płotki
| Lp. | Zawodnik          | Rezultat  | Medal |
| --- | ----------------- | --------- | ----- |
| 1   | Huang Liang Chang | 15,2 sek. |       |
| 2   | Michitaka Kinami  | 15,3 sek. |       |
| 3   | Lloyd Valberg     | 15,7 sek. |       |

### 400 m przez płotki
| Lp. | Zawodnik       | Rezultat  | Medal |
| --- | -------------- | --------- | ----- |
| 1   | Eitaro Okano   | 54,2 sek. |       |
| 2   | Teja Singh     | 56,9 sek. |       |
| 3   | Ng Lian Chiang | 57,6 sek. |       |

### Skok wzwyż
| Lp. | Zawodnik        | Rezultat | Medal |
| --- | --------------- | -------- | ----- |
| 1   | Andres Franco   | 1.93 m   |       |
| 2   | Yukio Ishikawa  | 1.91 m   |       |
| 3   | Maram Sudamodjo | 1.89 m   |       |

### Skok o tyczce
| Lp. | Zawodnik        | Rezultat | Medal |
| --- | --------------- | -------- | ----- |
| 1   | Bunkichi Sawada | 4.11 m   |       |
| 2   | M.A. Akbar      | 3.69 m   |       |
| 3   | Shūhei Nishida  | 3.61 m   |       |

### Skok w dal
| Lp. | Zawodnik      | Rezultat | Medal |
| --- | ------------- | -------- | ----- |
| 1   | Masaji Tajima | 7.14 m   |       |
| 2   | Baldev Singh  | 6.99 m   |       |
| 3   | Takashi Aso   | 6.98 m   |       |

### Trójskok
| Lp. | Zawodnik      | Rezultat | Medal |
| --- | ------------- | -------- | ----- |
| 1   | Yoshio Iimura | 15.18 m  |       |
| 2   | Takashi Aso   | 14.25 m  |       |
| 3   | Hendarsin     | 14.24 m  |       |

### Pchnięcie kulą
| Lp. | Zawodnik    | Rezultat | Medal |
| --- | ----------- | -------- | ----- |
| 1   | Madan Lal   | 13.78 m  |       |
| 2   | Sukeo Denda | 13.40 m  |       |
| 3   | Norimo Sato | 12.83 m  |       |

### Rzut dyskiem
| Lp. | Zawodnik       | Rezultat | Medal |
| --- | -------------- | -------- | ----- |
| 1   | Makhan Singh   | 39.92 m  |       |
| 2   | Norimo Sato    | 39.29 m  |       |
| 3   | Aurelio Amante | 38.14 m  |       |

### Rzut młotem
| Lp. | Zawodnik       | Rezultat | Medal |
| --- | -------------- | -------- | ----- |
| 1   | Fumio Kamamoto | 46.65 m  |       |
| 2   | Som Nath       | 43.35 m  |       |
| 3   | Kishen Singh   | 42.32 m  |       |

### Rzut oszczepem
| Lp. | Zawodnik       | Rezultat | Medal |
| --- | -------------- | -------- | ----- |
| 1   | Haruo Nagayasu | 63.97 m  |       |
| 2   | Parsa Singh    | 50.38 m  |       |
| 3   | A.F. Matulessy | 48.99 m  |       |

### Dziesięciobój
| Lp. | Zawodnik        | Rezultat | Medal |
| --- | --------------- | -------- | ----- |
| 1   | Fumio Nishiuchi | 6138 pkt |       |
| 2   | Bunkichi Sawada | 5848 pkt |       |
| 3   | Khursid Ahmed   | 5089 pkt |       |

### Chód na 10 km
| Lp. | Zawodnik       | Rezultat     | Medal |
| --- | -------------- | ------------ | ----- |
| 1   | Mahabir Prasad | 52.31.4 min. |       |
| 2   | Takeo Sato     | 52.34.8 min. |       |
| 3   | Kesar Singh    | 52.54.0 min. |       |

### Chód na 50 km
| Lp. | Zawodnik        | Rezultat      | Medal |
| --- | --------------- | ------------- | ----- |
| 1   | Bakhtawar Singh | 5.44.08 godz. |       |
| 2   | B. Das          | 5.44.17 godz. |       |
| 3   | Takeo Sato      | 5.54.48 godz. |       |

### Sztafeta 4 × 100 m
| Lp. | Zawodnik                                                                    | Rezultat  | Medal |
| --- | --------------------------------------------------------------------------- | --------- | ----- |
| 1   | Japonia · Masaji Tajima · Toshihiro Ohashi · Tomio Hosoda · Kazuta Ikoma    | 42,7 sek. |       |
| 2   | Indie · Lavy Pinto · Marian Gabriel · Ram Swaroop · Alfred Shamin           | 42,8 sek. |       |
| 3   | Filipiny · Genaro Cabrera · Tito Almagro · Jovencio Ardina · Bernabe Lovina | 43,9 sek. |       |

### Sztafeta 4 × 400 m
| Lp. | Zawodnik                                                                       | Rezultat    | Medal |
| --- | ------------------------------------------------------------------------------ | ----------- | ----- |
| 1   | Indie · A. S. Bakshi · Govind Singh · Balwant Singh · Karan Singh              | 3.24.2 min. |       |
| 2   | Japonia · Yorio Mizuyoke · Ichiro Tao · Fumio Nishiuchi · Eitaro Okano         | 3.24.4 min. |       |
| 3   | Filipiny · Bienvenido Llaneta · Bernabe Lovina · Tomas Bennet · Genaro Cabrera | 3.58.8 min. |       |

## Rezultaty zawodów kobiet

### 100 m
| Lp. | Zawodniczka     | Rezultat  | Medal |
| --- | --------------- | --------- | ----- |
| 1   | Kiyoko Sugimura | 12,6 sek. |       |
| 2   | Roshan Mistry   | 12,6 sek. |       |
| 3   | Kimiko Okamoto  | 12,9 sek. |       |

### 200 m
| Lp. | Zawodniczka        | Rezultat  | Medal |
| --- | ------------------ | --------- | ----- |
| 1   | Kimiko Okamoto     | 26,0 sek. |       |
| 2   | Lorenza Dowdeswell | 27,2 sek. |       |
| 3   | Mary D’Souza       | 28,0 sek. |       |

### 80 m przez płotki
| Lp. | Zawodniczka        | Rezultat  | Medal |
| --- | ------------------ | --------- | ----- |
| 1   | Koyoko Yoneda      | 12,8 sek. |       |
| 2   | Lorenza Dowdeswell | 13,2 sek. |       |
| 3   | Taeko Sato         | 13,5 sek. |       |

### Skok wzwyż
| Lp. | Zawodniczka   | Rezultat | Medal |
| --- | ------------- | -------- | ----- |
| 1   | Koyoko Yoneda | 1.49 m   |       |
| 2   | Taeko Sato    | 1.44 m   |       |
| 3   | Marie Semoes  | 1.37 m   |       |

### Skok w dal
| Lp. | Zawodniczka     | Rezultat | Medal |
| --- | --------------- | -------- | ----- |
| 1   | Kiyoko Sugimura | 5.91 m   |       |
| 2   | Ayako Yoshikawa | 5.18 m   |       |
| 3   | Sylvia Gauntlet | 4.52 m   |       |

### Pchnięcie kulą
| Lp. | Zawodniczka     | Rezultat | Medal |
| --- | --------------- | -------- | ----- |
| 1   | Tayoko Yoshino  | 11.90 m  |       |
| 2   | Fumio Kojima    | 10.42 m  |       |
| 3   | Barbara Webster | 9.02 m   |       |

### Rzut dyskiem
| Lp. | Zawodniczka    | Rezultat | Medal |
| --- | -------------- | -------- | ----- |
| 1   | Tayoko Yoshino | 42.10 m  |       |
| 2   | Fumio Kojima   | 35.51 m  |       |
| 3   | Anny Salamun   | 25.43 m  |       |

### Rzut oszczepem
| Lp. | Zawodniczka     | Rezultat | Medal |
| --- | --------------- | -------- | ----- |
| 1   | Tayoko Yoshino  | 36.25 m  |       |
| 2   | Miyoko Kato     | 35.33 m  |       |
| 3   | Barbara Webster | 26.70 m  |       |

### Sztafeta 4 × 100 m
| Lp. | Państwo                                                                   | Rezultat  | Medal |
| --- | ------------------------------------------------------------------------- | --------- | ----- |
| 1   | Japonia · Kimiko Okamoto · Taeko Sato · Ayako Yoshikawa · Kiyoko Sugimura | 51,4 sek. |       |
| 2   | Indie · Mary D’Souza · Roshan Mistry · Banoo Gulzar · Pat Mendonca        | 51,9 sek. |       |
| 3   | Indonezja · Triwulan · Darwati · Surjowati · Lie Djiang Nio               | 54,4 sek. |       |

## Klasyfikacja medalowa
| Lp. | Kraj      | Złoto | Srebro | Brąz | Łącznie |
| --- | --------- | ----- | ------ | ---- | ------- |
| 1   | Japonia   | 20    | 17     | 11   | 48      |
| 2   | Indie     | 10    | 12     | 12   | 34      |
| 3   | Singapur  | 1     | 2      | 2    | 5       |
| 4   | Persja    | 1     | 1      | 0    | 2       |
| 5   | Filipiny  | 1     | 0      | 3    | 4       |
| 6   | Cejlon    | 0     | 1      | 0    | 1       |
| 7   | Indonezja | 0     | 0      | 5    | 5       |